# Ondine

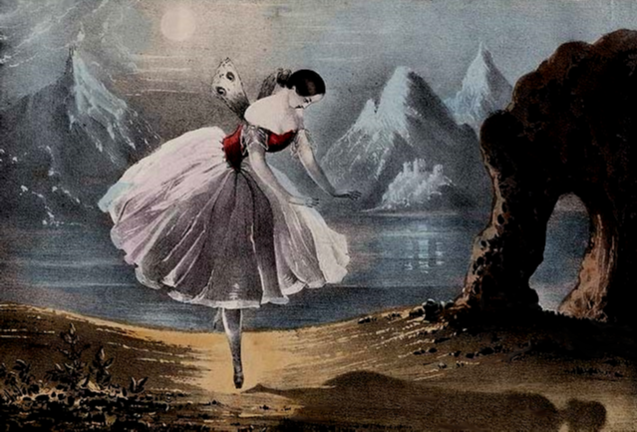
Ondina amb la seva ombra

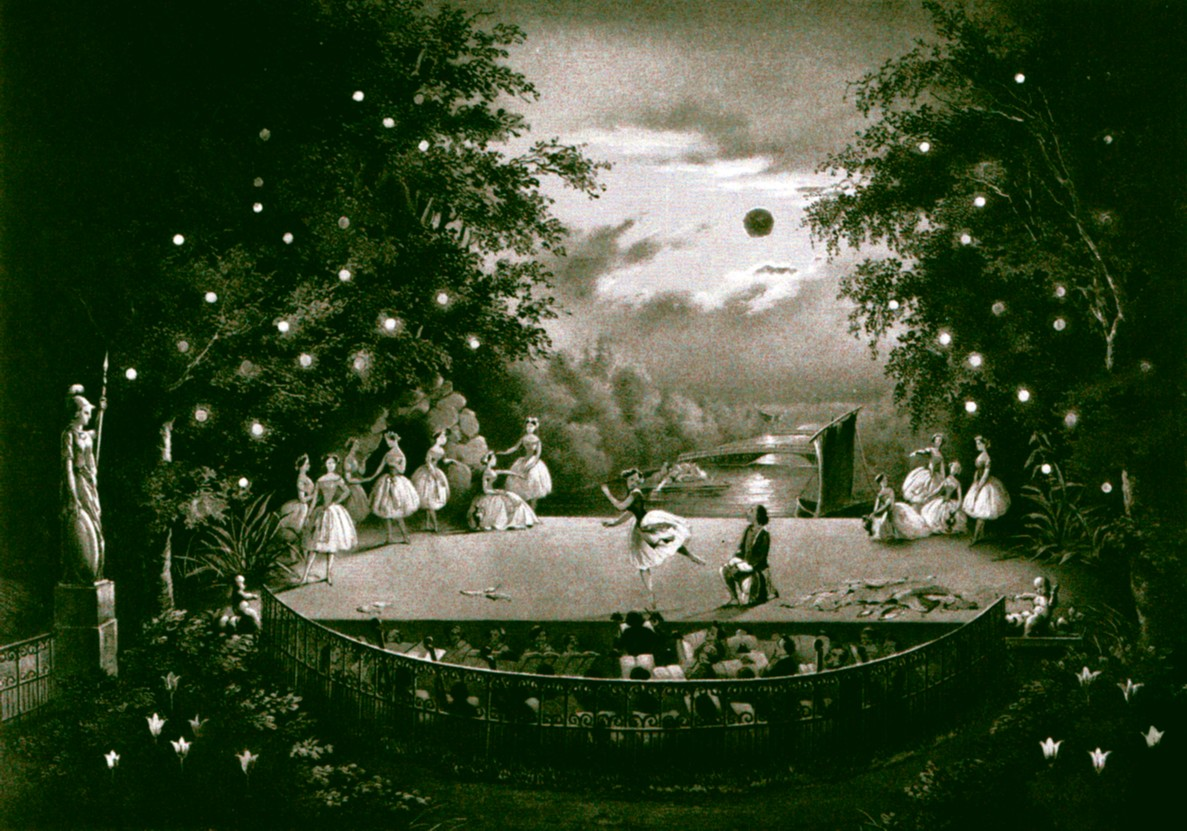
Litografia d'una representació dOndine, 1851

Ondine, o La Naïade (en català, Ondina, o la nàiade) és un ballet en tres actes i sis escenes de dansa clàssica, coreografiat per Jules Perrot sobre música de Cesare Pugni. El ballet, ambientat a una platja de Sicília, està inspirat en la novel·la Ondina, de Friedrich de la Motte Fouqué i publicada cap al 1811. Es va estrenar al Her Majesty's Theater de Londres en 1843. Més tard, en Perrot el va reestrenar amb un nou títol, La naïade et le pêcheur (La nàiade i el pescador), nom que es va utilitzar a partir d'aleshores.

## Tema
Una ondina era un esperit de l'aigua, segons les teories de Paracels; i una nàiade, segons la mitologia grega, una nimfa que personifica l'aigua de brolladors, llacs i fonts. Era una mena de sirena, amb un cos bellíssim de dona i cua de peix meravellós, amb una veu prodigiosa, que vivia en un món aquàtic d'ensomni. Era admirada per tothom, però ella no se sentia feliç, volia conéixer l'exterior. Va sortir, va conèixer un home i se'n va enamorar. Però fora de l'aigua ella no és immortal, i a més es trobarà un altre problema.
L'argument és pres de l'Ondina de Friedrich Kvapil de la Motte Fouqué, una metàfora sobre la pròpia superació i la capacitat d'obrir horitzons que acaba resultant tràgica. Com a tota obra romàntica, la tragèdia, a la novel·la i el ballet, n'és un element fonamental.